# Lonavala
Lonavala o Lonavla es una ciudad del distrito de Pune, estado de Maharashtra (India). Está a unos 64 km de la ciudad de Pune y a 96 km de Bombay. Es conocida por producir el dulce llamado chikki, una especie de guirlache, y por ser la parada principal de la línea férrea que conecta las ciudades de Bombay y Pune. Tanto la autopista Bombay-Pune como la autopista Bombay-Chennai atraviesan Lonavala.
Lonavala es la sede del INS Shivaji, el centro de formación técnica de la Armada India.

## Etimología
El nombre Lonavala deriva de len (en prácrito, ‘lugar de descanso excavado en roca‘) y avali (en prácrito, ‘conjunto’). Lonavala en prácrito es un lugar con una serie de len a su alrededor.

## Turismo
Lonavala y el cercano Khandala son altozanos situados a 622 m s. n. m. que separan la llanura del Decán de la Costa de Konkan. El nombre Lonavala se refiere a las abundantes cuevas budistas de Karla, Bhaja y Bedse que están cerca de Lonavla.

## Galería

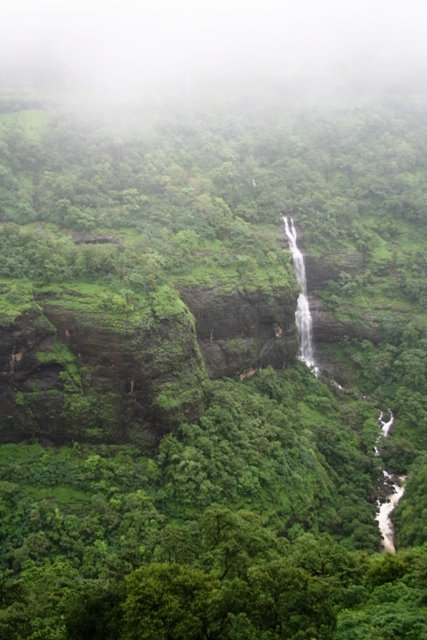
Una catarata en el camino a Lonavala.
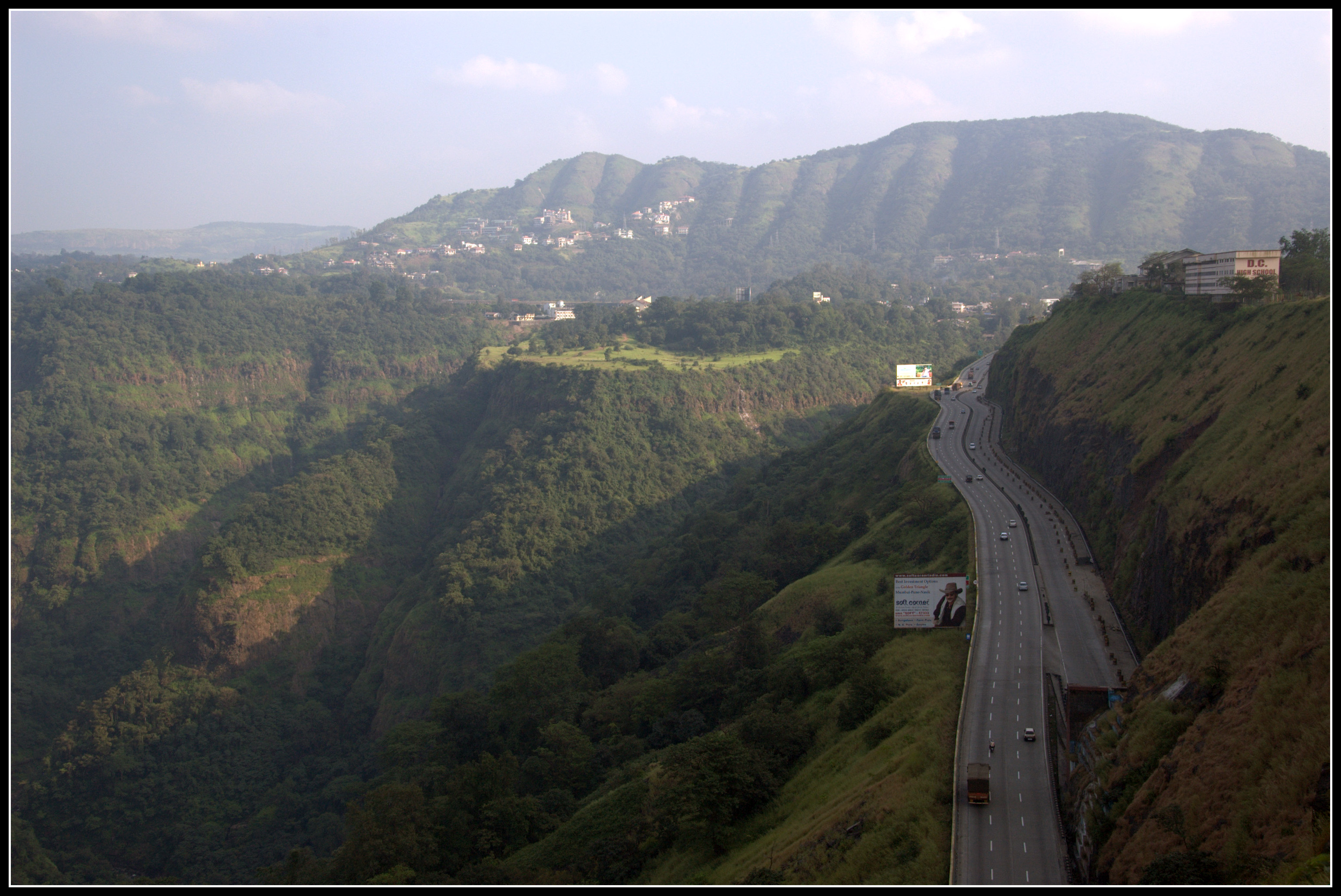
Vista de los Ghats Occidentales, desde Rajmachi.
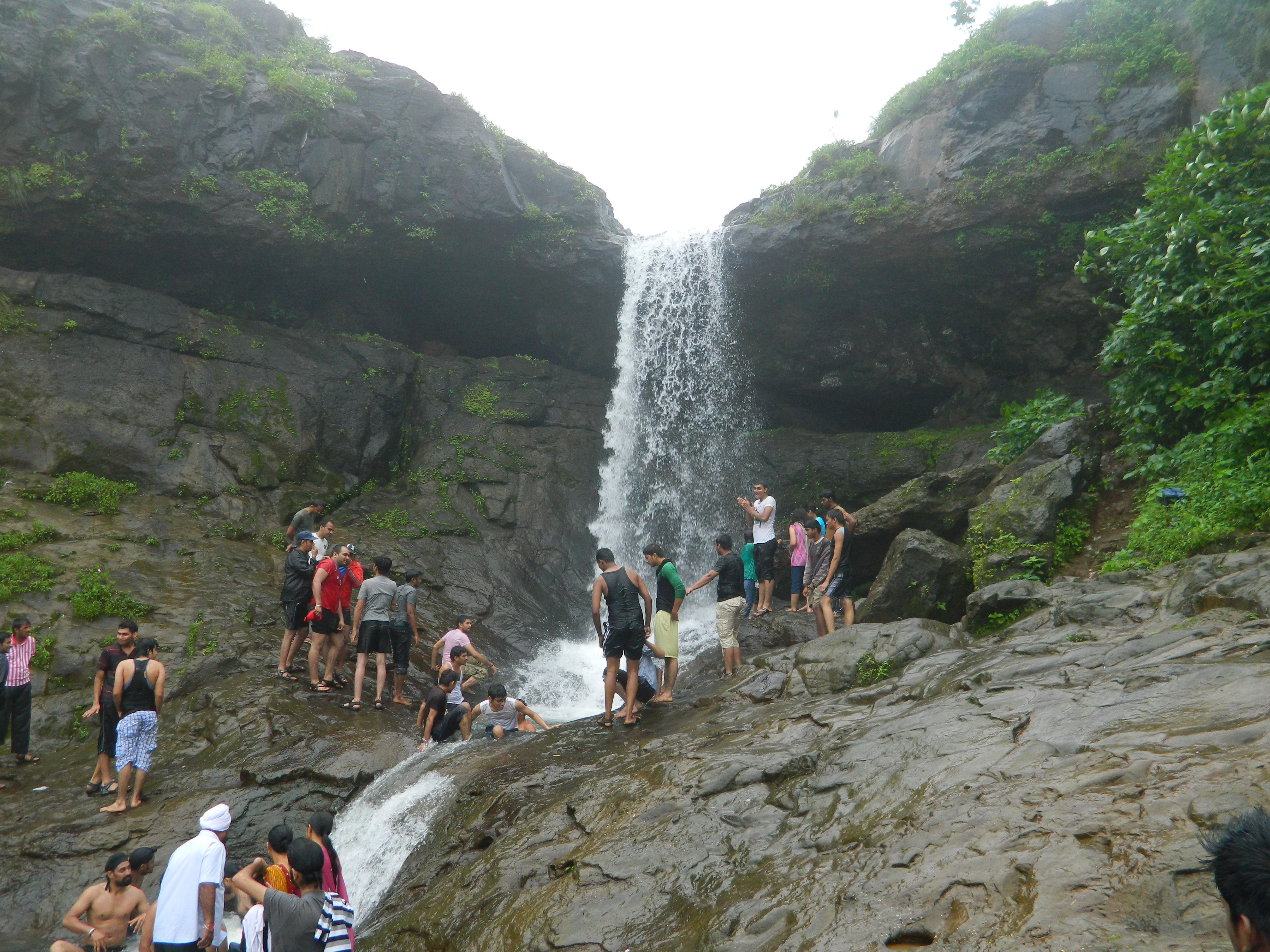
Tiger point durante la estación de lluvias.
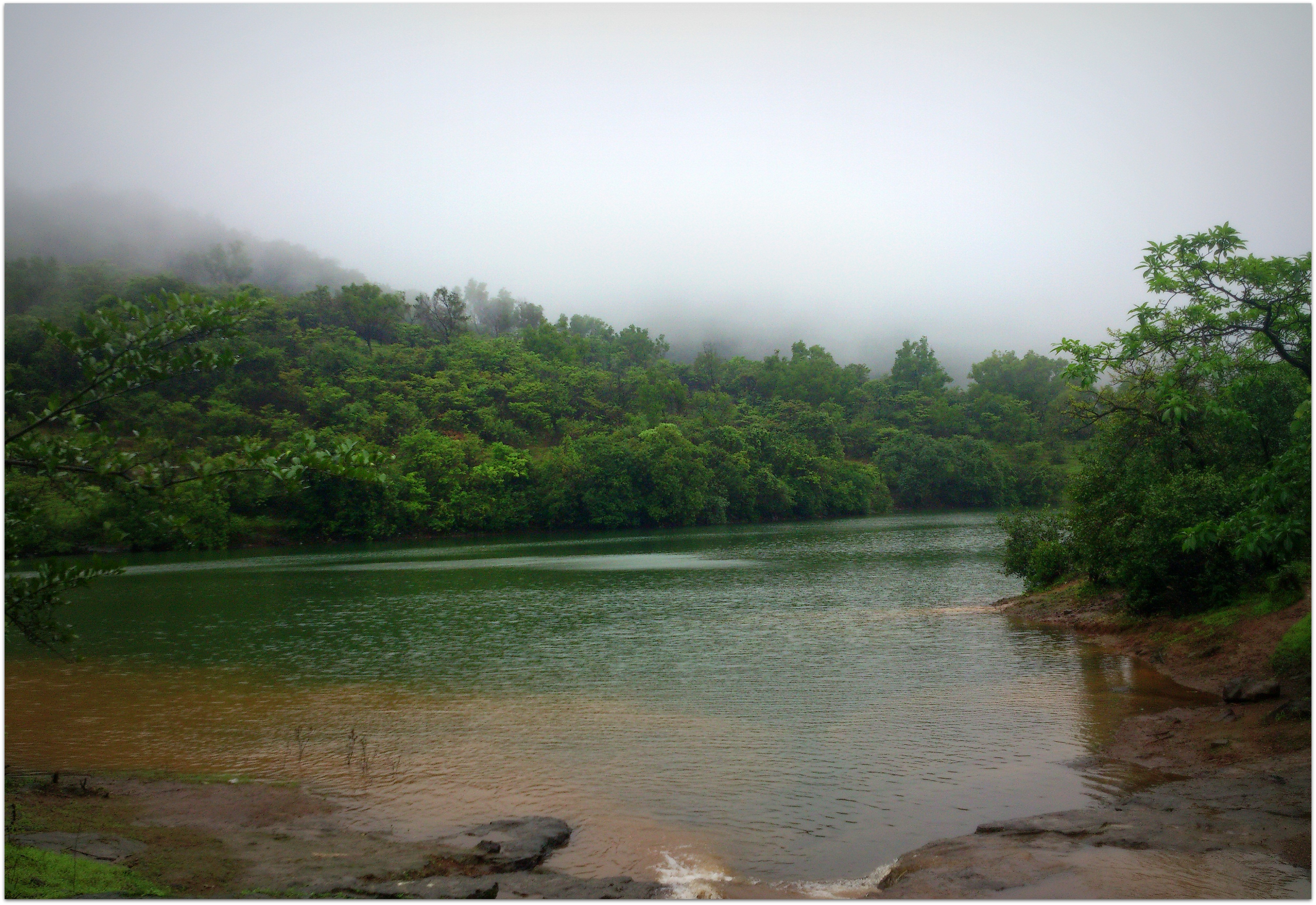
Bhushi Dam, Lonavala.